# Warszawski Pułk Ułanów
Warszawski Pułk Ułanów – oddział kawalerii Wojska Polskiego improwizowany w czasie kampanii wrześniowej.

## Formowanie i działania wojenne
W trakcie bitwy w Borach Tucholskich Pomorska Brygada Kawalerii poniosła znaczne straty, a zniszczeniu uległy dwa z jej czterech pułków – 16 Pułk Ułanów i 18 Pułk Ułanów, który wykonał słynną szarżę pod Krojantami. W tej sytuacji dowódca brygady, płk Adam Zakrzewski, wraz z dowódcą 2 Pułku Szwoleżerów Rokitniańskich, ppłk. Józefem Trepto, udał się w celu jej odtworzenia do Garwolina, gdzie znajdował się Ośrodek Zapasowy Kawalerii „Garwolin”.
W związku z niekorzystną sytuacją na froncie, poszczególne szwadrony formowane z rezerwistów Pomorskiej Brygady Kawalerii były kierowane natychmiast do zabezpieczenia mostów na Wiśle, wobec czego zdecydowano się na inne rozwiązanie. 7 września z rezerwistów Mazowieckiej Brygady Kawalerii ppłk Józef Trepto rozpoczął formowanie rezerwowego pułku kawalerii, który od miejsca stacjonowania dowództwa i niektórych oddziałów macierzystej brygady, przyjął nazwę Warszawski Pułk Ułanów. W jego skład weszło siedem szwadronów (oprócz 1 Pułku Kawalerii KOP, pozostałe pułki miały po cztery szwadrony): złożone z dwóch szwadronów dywizjony 1 Pułku Szwoleżerów, 7 Pułku Ułanów i 11 Pułku Ułanów, oraz szwadron Szkoły Podchorążych Rezerwy Kawalerii. Dodatkowo 15 września w skład pułku włączono oficerów i luzaków z rozformowanego Centrum Wyszkolenia Kawalerii.
13 września pułk włączono do Kombinowanej Brygady Kawalerii płk. Adama Zakrzewskiego, walczącej w ramach Frontu Północnego gen. Dąb-Biernackiego. Pierwszym zadaniem pułku była osłona linii Wieprza na odcinku Borowica-Nadpole. 18 września Warszawski Pułk Ułanów, wspólnie z oddziałami 39 Dywizji Piechoty, wzięły udział w nieudanym ataku na Krasnystaw, gdzie poniósł pierwsze straty. 20 września Kombinowana Brygada Kawalerii otrzymała rozkaz ataku na Komarów, który został zajęty przez Warszawski Pułk Ułanów i 4 Pułk Ułanów Zaniemeńskich o zmroku 21 września. Następnie, działając w ramach Grupy Operacyjnej Kawalerii gen. Andersa, Kombinowana Brygada Kawalerii miała nacierać na Suchowolę i Jacnię, zaś sam pułk miał atakować wspólnie z resztkami Wileńskiej Brygady Kawalerii. Nie mogąc jednak ich odnaleźć, ruszył do ataku sam, wsparty później przez 8 Pułk Ułanów Księcia Józefa Poniatowskiego. Prowadzone w szyku pieszym natarcie, mimo początkowych sukcesów, zostało powstrzymane, zaś po wyjściu Niemców na tyły polskie oddziały ponosząc ciężkie straty musiały się wycofać. Oddziały brygady, w tym Warszawski Pułk Ułanów, w znacznej mierze rozbite i rozproszone, zebrały się 23 września w kolonii Niemirówek pod Krasnobrodem, gdzie płk Zakrzewski wydał rozkaz przebijania się małymi grupami na Węgry.
| Obsada personalna Warszawskiego Pułku Ułanów    | Obsada personalna Warszawskiego Pułku Ułanów | Obsada personalna Warszawskiego Pułku Ułanów |
| Stanowisko                                      | Stopień, imię i nazwisko                     | Uwagi                                        |
| dowództwo                                       | dowództwo                                    | dowództwo                                    |
| ----------------------------------------------- | -------------------------------------------- | -------------------------------------------- |
| dowódca pułku                                   | ppłk dypl. kaw. Józef Trepto (2 pszwol.)     | †1940 Charków                                |
| zastępca dowódcy                                | ppłk kaw. Zdzisław Dziadulski (11 puł.)      | †1940 Charków                                |
| adiutant                                        | por. kaw. Zdzisław Gadomski                  | Polskie Siły Zbrojne                         |
| dowódca pocztu                                  | por. kaw. rez. Michał Gątkiewicz (11 puł.)   | 23 IX 1939 kontuzjowany, niemiecka niewola   |
| kwatermistrz                                    | mjr kaw. Antoni Głuchowski (7 puł.)          | †23 IX 1939 Jacnia lub Wola Boża             |
| dywizjon 1 pułku szwoleżerów                    |                                              |                                              |
| dowódca dywizjonu                               | ppłk kaw. Piotr Głogowski                    |                                              |
| adiutant                                        | rtm. rez. Jerzy Paweł Romocki                | 22 IX 1939 ranny                             |
| dowódca 1 szwadronu                             | por. Stefan Smolicz (1 pszwol.)              | 18 IX 1939 ciężko ranny w Krasnymstawie      |
| dowódca 1 szwadronu                             | ppor. kaw. rez. Józef Garliński (1 pszwol.)  | 18–23 IX 1939, ranny w Jacni                 |
| dowódca 2 szwadronu                             | rtm. Lubomir Konrad Packiewicz               | niemiecka niewola                            |
| dywizjon 7 pułku ułanów                         |                                              |                                              |
| dowódca dywizjonu                               | mjr kaw. Antoni Głuchowski (7 puł.)          |                                              |
| dowódca 1 szwadronu                             | rtm. Jerzy Karwat                            | 19 IX 1939 dołączył do I rzutu               |
| dowódca 2 szwadronu                             | por. Cezary Aleksander Baranowski            |                                              |
| dywizjon 11 pułku ułanów                        |                                              |                                              |
| dowódca 1 szwadronu                             | rtm. Stanisław Kociejowski                   | 1943 aresztowany, zaginął                    |
| dowódca 2 szwadronu                             | rtm. Józef Dworakowski                       | niemiecka niewola                            |
| szwadronu Szkoły Podchorążych Rezerwy Kawalerii |                                              |                                              |
| dowódca szwadronu                               | rtm. Henryk Lewandowicz (4 psk)              | niemiecka niewola                            |